# Club Atlético Nueva Chicago
Maillots
Dernière mise à jour : 17 mai 2023.
Le Club Atlético Nueva Chicago est un club argentin de football fondé en 1911 et basé à Buenos Aires.

## Histoire
En 1981, Nueva Chicago glane un premier titre de champion d'Argentine de seconde division. Mais il est relégué la saison suivante après avoir terminé à la 19e place.
Il retourne dans la cour des grands en 2006, et après une saison honorable, il termine 18e et perd en barrage.

## Polémiques et sanctions
Lors de la saison 2006-2007, Nueva Chicago est sanctionné à cause de son public réputé pour sa dangerosité, et se voit retirer vingt points. Il est ainsi relégué en 3e division.
En 2020, le groupe de supporters de Nueva Chicago appelé Los Pibes de Chicago a chanté contre ses rivaux du Club Atlético Almirante Brown le chant raciste et sexiste intitulé Escuchen, corran la bola dont voici les paroles :
« Escuchen corran la bola
se hicieron putos los negros de Casanova
que lindo es vamo’ a cojer
allá en los ranchos cerca de la ruta 3
Los negros llega la noche y se visten de mujer
para hacerse un par de pesos porque tienen que comer
Traduction :
Écoutez, courez après la balle
Les nègres de Casanova ont fait la pute
Comme c'est mignon
On va les baiser
Là-bas dans les ranchs près de la route 3
Les nègres quand vient la nuit s'habillent comme des femmes
Pour se faire un peu d'argent parce qu'ils doivent manger
 »
En 2022, à la suite de la victoire de l'Argentine contre la France en finale de la Coupe du monde de football 2022, ce chant est repris et modifié par les supporters de l'Argentine pour se moquer des joueurs de l'équipe de France en dénigrant leur origine africaine, suscitant une polémique, notamment en France. En 2024, à la suite de la victoire de l'Argentine à la Copa América 2024, une vidéo publiée en direct sur Instagram par le joueur Enzo Fernández montre des joueurs de l'équipe d'Argentine reprendre ce chant de 2022, ce qui suscite une nouvelle polémique, internationale, qui aboutit à une demande d'enquête et de mesures disciplinaires contre les joueurs ayant participé à ce chant, de la part de la Fédération française de football auprès de la FIFA et aussi en interne au sein du club de Chelsea pour lequel joue alors Enzo Fernández.

## Palmarès
- Championnat de Nacional-B : 
  - Champion : 1981 et 2006

## Anciens joueurs
| - Sergio Batista - Mariano Donda - Christian Gómez - Alejandro Martinuccio - Federico Higuaín - Jorge Higuaín - Jonathan Santana |

(voir aussi Catégorie:Joueur du Club Atlético Nueva Chicago)

## Photo

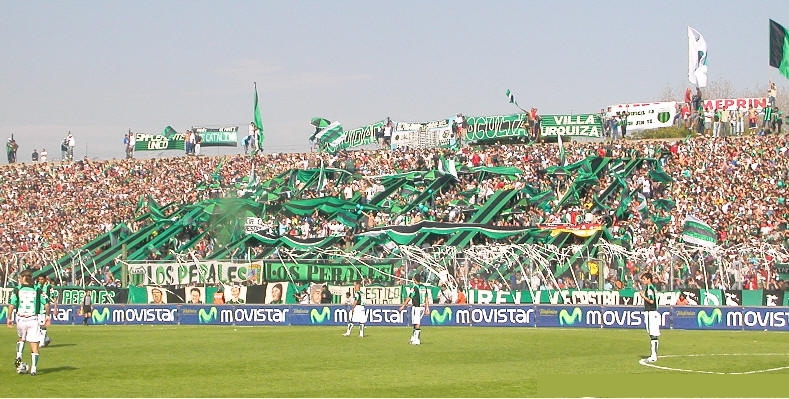
Supporter du Nueva Chicago